# Coupe d'Italie féminine de volley-ball
La Coupe d'Italie féminine de volley-ball est organisée par la Lega Serie A, elle a été créée en 1978.

## Palmarès
| Année | Vainqueur                       | Score                                     | Finaliste                       |
| ----- | ------------------------------- | ----------------------------------------- | ------------------------------- |
| 1979  | Alidea Catania                  |                                           |                                 |
| 1980  | Manoceram Ravenne               |                                           |                                 |
| 1981  | Diana Docks Ravenne             |                                           |                                 |
| 1982  | Nelsen Reggio Emilia            |                                           |                                 |
| 1983  | Nelsen Reggio Emilia            |                                           |                                 |
| 1984  | Teodora Ravenne                 |                                           |                                 |
| 1985  | Teodora Ravenne                 |                                           |                                 |
| 1986  | Nelsen Reggio Emilia            |                                           |                                 |
| 1987  | Teodora Ravenne                 |                                           |                                 |
| 1988  | Vini di Puglia Bari             |                                           |                                 |
| 1989  | Braglia Reggio Emilia           |                                           |                                 |
| 1990  | Cemar Modena                    |                                           |                                 |
| 1991  | Il Messaggero Ravenna           |                                           | Imet Perugia                    |
| 1992  | Imet Perugia                    |                                           |                                 |
| 1993  | Latte Rugiada Matera            |                                           |                                 |
| 1994  | Latte Rugiada Matera            |                                           | Isola Verde Modena              |
| 1995  | Latte Rugiada Matera            | 3 - 2 (15-10, 11-15, 15-12, 12-15, 18-16) | Fincres Roma                    |
| 1996  | Foppapedretti Bergamo           | 3 - 0 (16-14, 15-11, 15-10)               | Anthesis Volley Modena          |
| 1997  | Foppapedretti Bergamo           | 3 - 0 (15-11, 15-10, 15-9)                | Anthesis Modena                 |
| 1998  | Foppapedretti Bergamo           | 3 - 1 (15-12, 11-15, 15-7, 15-12)         | Cermagica Reggio Emilia         |
| 1999  | Despar Perugia                  | 3 - 0 (15-9, 15-10, 15-11)                | Medinex Reggio Calabria         |
| 2000  | Medinex Reggio Calabria         | 3 - 0 (25-14, 25-20, 25-23)               | Phone Limited Modena            |
| 2001  | Capo Sud Reggio Calabria        | 3 - 2 (19-25, 25-21, 20-25, 25-14, 20-18) | Radio 105 Foppapedretti Bergamo |
| 2002  | Edison Modena                   | 3 - 0 (25-15, 25-19, 25-23)               | Radio 105 Foppapedretti Bergamo |
| 2003  | Despar Perugia                  | 3 - 1 (25-20, 25-14, 23-25, 25-23)        | Monte Schiavo Banca Marche Jesi |
| 2004  | Asystel Novara                  | 3 - 2 (19-25, 25-22, 19-25, 27-25, 15-9)  | Radio 105 Foppapedretti Bergamo |
| 2005  | Despar Perugia                  | 3 - 2 (21-25, 25-20, 16-25, 25-13, 15-11) | Radio 105 Foppapedretti Bergamo |
| 2006  | Radio 105 Foppapedretti Bergamo | 3 - 1 (25-22, 25-15, 23-25, 25-14)        | Monte Schiavo Banca Marche Jesi |
| 2007  | Despar Perugia                  | 3 - 1 (20-25, 25-22, 25-17, 25-20)        | Scavolini Pesaro                |
| 2008  | Foppapedretti Bergamo           | 3 - 2 (22-25, 25-22, 19-25, 29-27, 18-16) | Scavolini Pesaro                |
| 2009  | Scavolini Pesaro                | 3 - 0 (26-24, 25-23, 25-19)               | Asystel Volley Novara           |
| 2010  | MC-Carnaghi Villa Cortese       | 3 - 2 (25-23, 25-22, 23-25, 17-25, 15-13) | Foppapedretti Bergamo           |
| 2011  | MC-Carnaghi Villa Cortese       | 3 - 1 (24-26, 25-21, 25-23, 25-20)        | Norda Foppapedretti Bergamo     |
| 2012  | Yamamay Busto Arsizio           | 3 - 0 (25-13, 25-18, 25-17)               | Rebecchi Nordmeccanica Piacenza |
| 2013  | Rebecchi Nordmeccanica Piacenza | 3 - 0 (25-22, 25-21, 25-20)               | Mc Carnaghi Villa Cortese       |
| 2014  | Rebecchi Nordmeccanica Piacenza | 3 - 0 (25-16, 25-13, 25-17)               | Volley Bergame                  |
| 2015  | AGIL Novare                     | 3 - 1 (25-19, 28-30, 30-28, 25-23)        | Liu Jo Modena                   |
| 2016  | Volley Bergame                  | 3 - 0 (25-23, 27-25, 25-17)               | Nordmeccanica Piacenza          |
| 2017  | Imoco Volley Conegliano         | 3 - 0 (25-23, 25-22, 25-23)               | Liu Jo Nordmeccanica Modena     |
| 2018  | AGIL Novare                     | 3 - 1 (25-17, 14-25, 25-21, 25-23)        | Imoco Volley Conegliano         |
| 2019  | AGIL Novare                     | 3 - 2 (25-22, 20-25, 12-25, 25-22, 15-12) | Imoco Volley Conegliano         |
| 2020  | Imoco Volley Conegliano         | 3 - 0 (25-20, 25-19, 25-16)               | FV Busto Arsizio                |
| 2021  | Imoco Volley Conegliano         | 3 - 1 (25-17, 25-23, 22-25, 25-18)        | AGIL Novare                     |
| 2022  | Imoco Volley Conegliano         | 3 - 2 (19-25, 19-25, 25-21, 25-22, 15-13) | AGIL Novare                     |
| 2023  | Imoco Volley Conegliano         | 3 - 0 (25-17, 25-23, 25-19)               | Vero Volley Milan               |
| 2024  | Imoco Volley Conegliano         | 3 - 2 (25-21, 22-25, 25-19, 19-25, 15-11) | Vero Volley Milan               |
| 2025  | Imoco Volley Conegliano         | 3 - 0 (37-35, 25-20, 25-20)               | Vero Volley Milan               |

## Bilan par club
| Club                       | Titres | Ville             | Année                                    |
| -------------------------- | ------ | ----------------- | ---------------------------------------- |
| Imoco Volley Conegliano    | 7      | Conegliano        | 2017, 2020, 2021, 2022, 2023, 2024, 2025 |
| Teodora Ravenne            | 6      | Ravenne           | 1980, 1981, 1984, 1985, 1987, 1991       |
| Volley Bergame             | 6      | Bergame           | 1996, 1997, 1998, 2006, 2008, 2016       |
| Pallavolo Sirio Pérouse    | 5      | Pérouse           | 1992, 1999, 2003, 2005, 2007             |
| Pallavolo Reggio d'Émilie  | 4      | Reggio d'Émilie   | 1982, 1983, 1986, 1989                   |
| Pallavolo Femminile Matera | 3      | Matera            | 1993, 1994, 1995                         |
| AGIL Novare                | 3      | Novare            | 2015, 2018, 2019                         |
| Virtus Reggio de Calabre   | 2      | Reggio de Calabre | 2000, 2001                               |
| Volley Modène              | 2      | Modène            | 1990, 2002                               |
| GSO Villa Cortese          | 2      | Villa Cortese     | 2010, 2011                               |
| River Volley Piacenza      | 2      | Plaisance         | 2013, 2014                               |
| Alidea Catania             | 1      | Catane            | 1979                                     |
| Amatori Volley Bari        | 1      | Bari              | 1988                                     |
| Asystel Volley Novare      | 1      | Novare            | 2004                                     |
| Robursport Volley Pesaro   | 1      | Pesaro            | 2009                                     |
| FV Busto Arsizio           | 1      | Busto Arsizio     | 2012                                     |